# Roberto Marques (político)
Carlos Roberto Marques da Silva, ou apenas Roberto Marques (São Paulo, 20 de novembro de 1944 – Poá, 24 de julho de 2024) foi um político brasileiro filiado ao PTB. Foi prefeito do município de Poá, no estado de São Paulo, entre 1998 e 2000, quando assumiu a prefeitura de Poá após a morte do então prefeito Jorge Francisco Correa Allen, e entre 2005 e 2008, eleito então por eleição majoritária.

## Carreira política
Roberto Marques respondeu à ação penal por divulgar pesquisas de eleitorado falsas, na eleição para a Prefeitura de Poá em 2004. O Ibope havia constatado que ele tinha 23% das intenções de voto, mas foi divulgado em outdoors que tinha 50%, o que teria, segundo o Plenário do Tribunal Superior Eleitoral influenciado no resultado do pleito.
Os quatro anos de administração de Roberto Marques ficaram marcados por várias obras, como a reforma da Praça Guido Guida/Praça da Bíblia, Avenida Getúlio Vargas, construção do novo prédio da Câmara Municipal e Centro Cultural Taiguara, reforma da Avenida 9 de Julho, recuperação do Hospital Municipal Guido Guida e construção da Maternidade Maria de Nazaré, entre outras obras. Entre 2004 e 2008, Poá foi incluída entre as 50 cidades que mais geraram empregos no Brasil. O Ideb (Índice de Desenvolvimento de Educação Básica) de Poá foi o maior de toda a região. Entretanto, seu mandato também foi marcado por greve de médicos, contratos milionários de publicidade, terceirização de grande parte dos serviços da prefeitura (como a coleta de lixo e a gestão de ambulâncias), R$ 2,2 milhões "investidos" apenas em projetos, não-cumprimento de convênios com empresas, aumento do ISS, criação de três novas secretarias, despejo de lixo, por parte da prefeitura, em área de proteção ambiental, supostamente flagrado por um cidadão com um celular, ações do Ministério Público que culminaram na demissão de 53 pessoas por nepotismo, corte de árvores centenárias para instalação boxes para camelôs, e diversas obras inacabadas, como a readequação do Terminal Rodoviário da Cidade Kemel, a reforma de diversas praças no centro, a revitalização da Rua 26 de Março entre outras, obras essas que deveriam ter ficado prontas até o final de 2008.
Houve também acusações de ter havido um colapso nas contas da prefeitura no final de sua gestão, o que impediria a mesma de fazer ações simples, como comprar uniformes para a Guarda Municipal ou consertar um semáforo com defeito, no centro.
Em 2008 tentou a reeleição sem sucesso, ficando em terceiro lugar com 19.430 votos, atrás de Eduardo Carlos Felippe ("Eduardão") e Francisco Pereira de Souza o Testinha, sendo este último, prefeito eleito. Assim que perdeu a eleição, Roberto Marques deixou o comando a Prefeitura de Poá.
O político faleceu em 24 de julho de 2024 aos 79 anos vítima de um infarto.